# Hugo Biagini
Hugo Edgardo Biagini (Buenos Aires, 1938) è un filosofo e storico argentino nazionalizzato italiano nel 2003.

## Biografia
Dottore in Filosofia summa cum laude all’Università Nazionale di La Plata, è ricercatore onorario del CONICET, principale istituzione accademico-scientifica dell’Argentina e organismo di ricerca più importante dell’America Latina. Professore con cattedra nelle università argentine di Buenos Aires, La Plata, Bahía Blanca e Lanús, è stato visiting professor del Centro di Studi Politici e Costituzionali di Spagna e di università como l'Autonoma di Madrid, l'Università di Santiago del Cile e l'Università Nazionale della Costa Rica. È direttore del portale del CECIES (Centro di Scienza, Educazione e Società) e responsabile della sezione Pensiero Latinoamericano dell’Accademia Nazionale delle Scienze di Buenos Aires. È stato uno dei creatori del Corredor de las Ideas del Cono Sur, think tank intellettuale concetrato sulle problematiche legate all’integrazione della regione del cosiddetto Cono Sud nelle dinamiche relative al processo di globalizzazione.

## Pensiero
Tra le sue principali aree di interesse e ricerca rientrano:
- la Storia delle idee[7]
- il problema dell’identità iberoamericana e la Filosofia Latinoamericana,[8] ambito per cui nel 1988 riceve il Premio del Fondo Nazionale delle Arti
- lo studio del pensiero alternativo e di quello periferico[9]
- il Neoliberalismo inteso come rilettura e risignificazione di principi riconducibili al Liberalismo classico, da cui Biagini deriverà il concetto di “neuroliberalismo”, neologismo volto a identificare una nuova etica, figlia dell’individualismo possessivo di matrice liberalista, capace di condizionare e distorsionare gli ordinamenti democratici attuali[10]
- il Giovanilismo (dallo spagnolo Juvenilismo) inteso come studio del ruolo contestatario e ribelle ricoperto dalle generazioni più giovani nel corso della storia internazionale[11]
- la Riforma Universitaria argentina del 1918[12] e le sue conseguenze in prospettiva latinoamericana,[13] nonché il movimento studentesco e intellettuale alla base di tale rivoluzione
- I diritti umani e l’esilio politico entre Europa e America Latina[14]

## Pubblicazioni
Biagini vanta una vasta produzione intellettuale. Uno dei suoi libri, Il Neuroliberalismo e l’etica del più forte, ha ricevuto nel 2015 una menzione d’onore nell’ambito del Premio Nazionale del Saggio Politico ed è stato pubblicato in varie edizioni in Argentina, Costa Rica e Brasile. I suoi ultimi testi, in edizione digitale, sono: Fragmentaria. Interviste, prologhi e rassegne (2019), opera propria, e il Dizionario di Autobiografie intellettuali. Rete del Pensiero Alternativo (Università di Lanús, 2020), opera collettiva.

## Riconoscimenti
Oltre a numerosi riconoscimenti accademici, da segnalare il premio Toussaint Louverture (dal nome del principale artefice della Rivoluzione Haitiana del 1791) conferitogli nel 2012 dall’UNESCO a Città del Guatemala, durante la Giornata mondiale della filosofia, “per il suo contributo allo sviluppo della riflessione filosofica alternativa latinoamericana”. A tal proposito, in Messico gli è stato dedicato un capitolo speciale del volume pubblicato dalla UNAM sui personaggi latinoamericani del XX secolo.